# Dipoena galilaea
Dipoena galilaea är en spindelart som beskrevs av Levy och Amitai 1981. Dipoena galilaea ingår i släktet Dipoena och familjen klotspindlar.
Artens utbredningsområde är Israel. Inga underarter finns listade i Catalogue of Life.